# D'un soir un jour
D'un soir un jour est une œuvre de danse contemporaine de la chorégraphe belge Anne Teresa De Keersmaeker, créée en 2006 pour et avec les quatorze danseurs de la compagnie Rosas.

## Historique
D'un soir un jour, composé sur les musiques de Claude Debussy et d'Igor Stravinsky, est un spectacle constitué de six chorégraphies courtes, notamment inspirées pour deux d'entre elles de Prélude à l'après-midi d'un faune de Vaslav Nijinsky.

## Fiche technique
- Chorégraphie : Anne Teresa De Keersmaeker (fragments de Prélude à l'après-midi d'un faune de Vaslav Nijinsky)
- Danseurs à la création : Boštjan Antoncic, Marta Coronado, Tale Dolven, Kosi Hidama, Fumiyo Ikeda, Kaya Kołodziejczyk, Cynthia Loemij, Mark Lorimer (en), Moya Michael, Elizaveta Penkóva, Zsuzsa Rozsavölgyi, Taka Shamoto (nl), Igor Shyshko, et Clinton Stringer
- Musique : Claude Debussy, Igor Stravinsky et George Benjamin
- Scénographie : Jan Joris Lamers (décors et lumières)
- Film : Blow-Up de Michelangelo Antonioni (1966)
- Costumes : Tim Van Steenbergen
- Production : Compagnie Rosas, La Monnaie et le Théâtre de la Ville
- Première : 17 mai 2006 à La Monnaie de Bruxelles en Belgique
- Représentations : environ 40
- Durée : ?